# Lithobius nudus
Lithobius nudus är en mångfotingart som först beskrevs av Matic 1976.  Lithobius nudus ingår i släktet Lithobius och familjen stenkrypare.
Artens utbredningsområde är Grekland. Inga underarter finns listade i Catalogue of Life.